# Зеленецький Костянтин Петрович
Зеленецький Костянтин Петрович (1812, Одеса — 12 (24) квітня 1858) — професор Рішельєвського ліцею.

## Біографія
К. П. Зеленецький народився у 1812 році.
Після закінчення педагогічного інституту та  філософського відділення Рішельєвського ліцею в 1833 році був направлений за рахунок ліцею в Московський університет, де через рік витримав іспит на кандидата словесних наук, а в 1837 році отримав ступінь магістра за дисертацію «Дослідження значення, побудови і розвитку слова людського і додаток цього дослідження до мови російської». Повернувся до Одеси, де прожив до самої смерті. На посаді ад'юнкта та виконувача обов'язків професора Рішельєвського ліцею пробув два з половиною роки і 12 липня 1839 року був затверджений на посаді професора.
З 1837 по 1850 рік був цензором Одеського цензурного комітету. Поміщав в «Одеському альманасі», «Одеському віснику», «Москвитянині», «Записках Одеського товариства історії та старожитностей» та інших виданнях статті про російську мову, літературу, історію та інше. Окремо з'явилися: «Про мову церковно-слов'янську» (Одеса, 1846); «Дослідження риторики в її наукоподібному сенсі» (Одеса, 1846); «Про особливості мови російської і про відносини її до мов західноєвропейських» (Од., 1848); «Теорія поезії» (1848); «Загальна риторика» (1849); «Лекції про найголовніші епохи в історії поезії» (1849); «Історія російської літератури» (1849); «Курс російської словесності» (Од., 1849), «Про художньо-національне значення творів Пушкіна» (1854); «Введення в загальну філологію» (1863). Зеленецький видав в 1848 літературний збірник «Альциона» та ін. Список його творів поміщений в «Бібліографічних записках» (1859, № 20).
Був дійсним членом Одеського товариства історії та старовини (з 1842), членом Імператорського Російського Географічного товариства, членом-кореспондентом Археологічного товариства в Петрограді і Сербського літературного товариства в Белграді.
Помер 24 квітня 1858 року в Одесі.

## Праці
- Теория поэзии/ Константин Зеленецкий. – Одесса: тип. Т. Неймана,  1848. – 251 с.

- Общая риторика / Константин Зеленецкий. – Одесса: тип. Л. Нитче, 1849. – [2], 138 с.

- Введение в общую филологию/ Константин Зеленецкий. – Одесса: тип. Францова и Нитче, 1853. – 48 с.

- Записки о бомбардировании Одессы 10-го апреля 1854 года: с планами Одессы и Щеголевской батареи и видом сражения/ Константин  Зеленецкий. – Одесса: тип. Францова и Нитче, 1855. – 116 с.